# Aphelandra phlogea
Aphelandra phlogea är en akantusväxtart som beskrevs av Emery Clarence Leonard. Aphelandra phlogea ingår i släktet Aphelandra och familjen akantusväxter. Inga underarter finns listade i Catalogue of Life.